# Alliance Oil
Alliance Oil Company (вимовляється Еллайенс ойл компані, AOIL) — російська нафтова компанія. Штаб-квартира компанії розташована в Москві, інкорпорована компанія на Бермудських островах.
Alliance Oil — вертикально інтегрована нафтова компанія, яка веде операції в Росії і Казахстані. Запаси компанії на 2011 рік становлять 648 млн барелів, денна видобуток — 49 тис. барелів, нафтопереробні потужності — близько 74 тис. барелів на день (в число активів компанії входить Хабаровський НПЗ).